# Programa espacial de Zambia
El programa espacial de Zambia fue un programa espacial no oficial establecido por Edward Makuka Nkoloso en 1960 con el objetivo de llevar al hombre a la Luna y a Marte. 

## Desarrollo
El programa espacial de Zambia tiene su comienzo en 1960 con la fundación de la Academia Nacional de Ciencias, Investigación Espacial y Filosofía de Zambia. El objetivo de Nkoloso era vencer en la carrera espacial a los Estados Unidos y a la Unión de Repúblicas Socialistas Soviéticas. Nkoloso esperaba, además, establecer un centro misionero cristiano para los "marcianos primitivos" e instruyó al misionero seleccionado por el programa espacial para que no obligara a los marcianos a convertirse al cristianismo.
Se diseñó un cohete llamado D-Kalu y un sistema de lanzamiento. Se reclutó a 11 personas (entre ellas una mujer) para la misión destinada a colonizar Marte. El programa fracasó debido a la falta de fondos y al embarazo de la mujer, una chica de 16 años llamada Matha Mwamba que estaba destinada a ser la primera mujer africana en pisar Marte. Para 1965, el Programa espacial de Zambia fue cancelado.